# Chapelle de l'Annonciation de Kirkop
La chapelle de l'Annonciation est une chapelle catholique située à Kirkop, à Malte.

## Historique
Construite en 1450, elle fut fermée en 1575. Elle fut de nouveau ouverte par Mgr Dusina en 1754 pour servir de lieu à l'adoration eucharistique perpétuelle.